# Store Skogfjorden
Store Skogfjorden (nordsamisk: Caganvuotna) er en fjordarm af Hopsfjorden i Gamvik kommune i Troms og Finnmark fylke i Norge. Fjorden har indløb mellem Bergan i vest og Kveitneset i øst og går fem kilometer mod sydvest til Horsbugten i enden af fjorden. Indløbet ligger lige øst for Hopseidet som er den smalle landtange forbinder Nordkinnhalvøen med det øvrige fastland mod syd.
Det er ingen bosætning ved fjorden.